# Targa Florio 1976

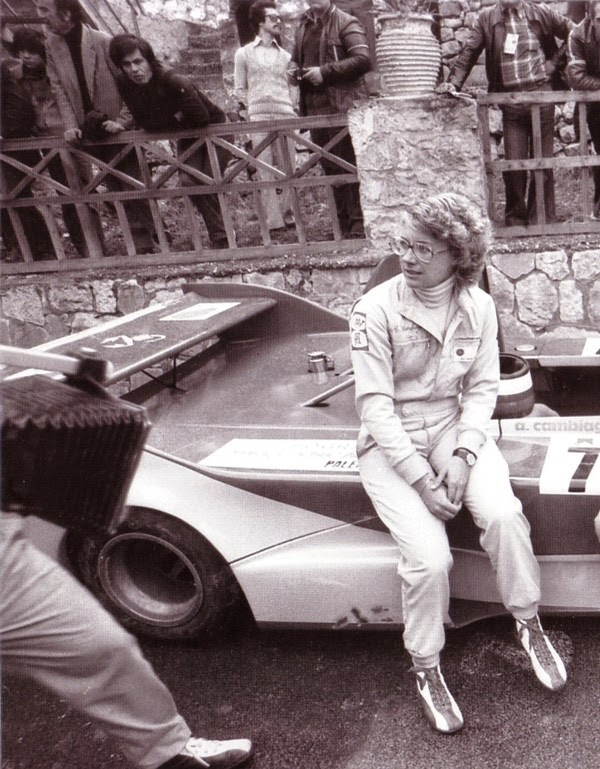
Anna Cambiaghi vor dem Rennen auf ihrem Abarth-Osella PA2 sitzend

Die 60. Targa Florio, auch Targa Florio, Piccolo Circuito delle Madonie, Sicilia, war ein Straßenrennen auf Sizilien und fand am 14. Mai 1976 statt.

## Das Rennen
Nach dem Abschied als Wertungslauf der Sportwagen-Weltmeisterschaft etablierte sich die Targa Florio als Rennen der italienischen GT- und Sportwagen-Meisterschaft. Da diese Rennserien nur für italienische Teams und Fahrer von Interesse war, blieben nichtitalienische Teilnehmer fast vollständig aus. 1976 siegten Eugenio Renna und Armando Foridia in einem Osella PA4, die im Jahr davor hinter Nino Vaccarella und Arturo Merzario, die einen Werks-Alfa Romeo T33/TT/12 fuhren, als Gesamtzweite ins Ziel kamen.

## Ergebnisse

### Schlussklassement
| 1           | S 2.0    | 8   | Scuderia Ateneo       | Eugenio Renna Armando Foridia                | Osella PA4                   | 8 |
| 2           | GT + 2.0 | 49  | Jolly Club            | Carlo Facetti Gianfranco Ricci               | Lancia Stratos               | 8 |
| 3           | GT + 2.0 | 39  | Franco Bernabei       | Franco Bernabei Alfonso Merendino            | Porsche 911 Carrera RSR      | 8 |
| 4           | GT + 2.0 | 45  | Jolly Club            | Giuseppe Bianco Giuseppe Tambone             | Porsche 911 Carrera RSR      | 8 |
| 5           | T 2.0    | 115 | Scuderia Ateneo       | Pietro Donato Vincenzo Donato                | Alfa Romeo 2000 GTV          | 8 |
| 6           | GT + 2.0 | 42  | Scuderia Ateneo       | Renato Barraja Roberto Chiaramonte Bordonaro | Porsche 911 Carrera RSR      | 8 |
| 7           | S 1.3    | 29  | Scuderia Ateneo       | Giampaolo Ceraolo Luigi Sartorio             | Chevron B26                  | 8 |
| 8           | GT + 2.0 | 44  | Scuderia Palladio     | Girolamo Capra Angelo Lepri                  | Porsche 934 Carrera Turbo    | 8 |
| 9           | T 2.0    | 114 | Scuderia Ateneo       | Alberto Carrotta Giovanni Chiappisi          | Alfa Romeo 2000 GTV          | 8 |
| 10          | GT 1.6   | 73  | Scuderia Etna         | Carlo Barbagallo Flash                       | Alpine Renault A110 1600     | 8 |
| 11          | GT + 2.0 | 35  | Scuderia Ateneo       | Gualberto Carducci Franco Restivo            | Porsche 911 Carrera RSR      | 8 |
| 12          | GT + 2.0 | 53  | Scuderia Ateneo       | Salvatore Calascibetta Pasquale Spinnato     | Lancia Stratos               | 8 |
| 13          | S 1.3    | 21  | Cefalù Corse          | Giovanni La Mantia Vincenzo Mascari          | AMS                          | 8 |
| 14          | S 1.6    | 15  | Scuderia Ateneo       | Paolo Gravina Giuseppe Spatafora             | Chevron B26                  | 8 |
| 15          | GT 1.3   | 87  | Scuderia Ateneo       | Alessandro Federico Francesco Paolo Petrolà  | Lancia Fulvia HF 1300        | 7 |
| 16          | T 2.0    | 101 | Lloyd Centauro Italia | Giuseppe Barone Antonio Russo                | Alfa Romeo 2000 GTV          | 7 |
| 17          | T + 2.0  | 98  | Scuderia Etna         | Francesco Attaguile Enrico Grimaldi          | Opel Commodore               | 7 |
| 18          | GT 1.3   | 93  | Philippe Bruno        | Philippe Bruno Giacomo di Maria              | Lancia Fulvia HF 1300        | 7 |
| 19          | GT 1.3   | 92  | Scuderia Ateneo       | Antonio Arioti Rosanna Studer                | Lancia Fulvia HF 1300        | 7 |
| 20          | T 2.0    | 111 | Scuderia Ateneo       | Renato Cilia Giuseppe Pericò                 | Alfa Romeo 2000 GTV          | 7 |
| 21          | S 1.0    | 82  | Nissena               | Ugo Gerbino Vittorio Sorce                   | Fiat Abarth 1000 OTS         | 7 |
| 22          | GT 2.0   | 59  | Lloyd Centauro Italia | Francesco Pennisi Nicola Franco              | Fiat 124 Abarth Rally        | 7 |
| 23          | GT 1.6   | 75  | Francesco Crescimanno | Francesco Crescimanno Vittoriano Cuttitta    | Lancia Fulvia HF 1600        | 7 |
| 24          | GT 1.3   | 94  | Centro Sicula         | Giuseppe Ferraro Giuseppe Valenza            | Lancia Fulvia Sport Zagato   | 7 |
| 25          | GT 1.3   | 88  | Scuderia Ateneo       | Cesare di Buono Gaspare Gattuccio            | Lancia Fulvia HF 1300        | 6 |
| 26          | GT 2.0   | 60  | Nicolò Messina        | Nicolò Messina Eugenio Stancampiano          | Fiat 124 Abarth Rally        | 6 |
| 27          | T 2.0    | 105 | Rosario Montalbano    | Rosario Montalbano Ernesto Trizzino          | Alfa Romeo 2000 GTV          | 6 |
| 28          | S 1.3    | 20  | Scuderia Ateneo       | Giancarlo Barba Mario de Luca                | Lola T290                    | 6 |
| 29          | GT 1.3   | 89  | Scuderia Ateneo       | Nicola Vassallo Day Cruiser                  | Fiat X1/9                    | 6 |
| 30          | T 2.0    | 106 | Catania Corse         | Placido Caruso Adriano Piccolo               | Alfa Romeo 2000 GTV          | 6 |
| 31          | GT + 2.0 | 50  | Scuderia Ateneo       | Francesco Mannino Francesco Vintaloro        | Lancia Stratos               | 6 |
| 32          | GT 2.0   | 58  | Scuderia Ateneo       | Giuseppe Fatta Francesco Spinnato            | Alpine Renault A110 1800     | 6 |
| 33          | GT 1.3   | 90  | Scuderia Ateneo       | Marco di Bartoli Giuseppe Grassa             | Lancia Fulvia HF 1300        | 6 |
| 34          | GT 1.6   | 66  | Scuderia Ateneo       | Orazio Rubino Davide Marino                  | Alpine Renault A110 1600     | 6 |
| 35          | GT 1.6   | 69  | Scuderia Ateneo       | Giovanni Derelitto Sergio Indelicato         | Lancia Fulvia HF 1600        | 6 |
| 36          | S 2.0    | 5   | Vito Veninata         | Vito Veninata Giovanni Iacono                | Chevron B36                  | 5 |
| 37          | S 2.0    | 6   | Jolly Club            | Giorgio Schön Renzo Zorzi                    | Osella PA4                   | 5 |
| 38          | S 1.6    | 11  | Cefalù Corse          | Antonio Castro Giuseppe Vassallo             | Osella PA3 1600              | 5 |
| 39          | T 2.0    | 102 | Cefalù Corse          | Carlo Pallme Konig O. Palma                  | Alfa Romeo 2000 GTV          | 5 |
| 40          | GT 1.6   | 70  | Scuderia Ateneo       | Vittorio Mascari Salvatore Trapani           | Lancia Fulvia HF 1600        | 5 |
| 41          | GT 1.6   | 71  | Scuderia Etna         | Gaetano D’Amico Michele Marino               | Alfa Romeo Giulia GTA        | 5 |
| 42          | GT + 2.0 | 43  | Odoardo Govoni        | Odoardo Govoni Ruggero Parpinelli            | De Tomaso Pantera GTS        | 5 |
| 43          | T 2.0    | 107 | Scuderia Ateneo       | Giuseppe Ayala Pietro Picciurro              | Alfa Romeo 2000 GTV          | 5 |
| 44          | S 1.0    | 33  | Scuderia Ateneo       | Giulio Pucci Mario Vigneri                   | AMS                          | 5 |
| 45          | GT 2.0   | 57  | Scuderia Ateneo       | Antonio Catanese Nicola Gitto                | Fiat 124 Abarth Rally        | 5 |
| 46          | GT 1.3   | 79  | Cefalù Corse          | Ferdinando Casiglia Gaetano Lo Jacono        | Alpine Renault A 110 1300    | 5 |
| 47          | T 2.0    | 120 | Emanuele Sabato       | Emanuele Sabato Fernando Sapienza            | Alfa Romeo 2000 GTV          | 5 |
| 48          | GT + 2.0 | 52  | Scuderia Ateneo       | Antonio Guagliardo Salvatore Mannino         | Porsche 911 Carrera RS       | 5 |
| 49          | S 1.0    | 32  | Francesco Patanè      | Francesco Patanè Orazio Scalia               | Fiat-Abarth 1000 SP          | 5 |
| 50          | GT 1.6   | 74  | Sergio Mantia         | Sergio Mantia Pietro Comporto                | Lancia Fulvia HF 1600        | 4 |
| 51          | T 2.0    | 118 | Lloyd Centauro Italia | Filippo Cannella Sergio Montalto             | Alfa Romeo 2000 GTV          | 4 |
| 52          | S 1.0    | 83  | Nissena               | Emanuele Gruttadauria Umberto Rito           | Fiat-Abarth 1000 OTS         | 4 |
| 53          | T 2.0    | 119 | Mario Della Vedova    | Mario Della Vedova Girolamo La Porta         | Alfa Romeo 2000 GTV          | 4 |
| Ausgefallen |          |     |                       |                                              |                              |   |
| 54          | S 2.0    | 3   | Giovanni Alberti      | Giovanni Alberti Erasmo Bologna              | Chevron B36                  |   |
| 55          | S 2.0    | 4   | Ermanno Pettiti       | Ermanno Pettiti Marco Crosina                | Chevron B36                  |   |
| 56          | S 2.0    | 7   | Jolly Club            | Anna Cambiaghi Giancarlo Galimberti          | Abarth-Osella PA2            |   |
| 57          | S 1.6    | 16  | Scuderia Ateneo       | Mario Savona Silvestre Semilia               | Lola T290                    |   |
| 58          | S 1.3    | 18  | Giuseppe Bottura      | Giuseppe Bottura Ubaldo Smittarello          | Osella PA3                   |   |
| 59          | S 1.3    | 26  | Pasquale Anastasio    | Pasquale Anastasio Attilio Mercadante        | Chevron B26                  |   |
| 60          | S 1.3    | 28  | Nord-Ovest            | Salvatore Pellegrino Duilio Truffo           | Lola T294                    |   |
| 61          | GT + 2.0 | 46  | Scuderia Ateneo       | Renato Barraja Francesco di Matteo           | Porsche 911 Carrera RS       |   |
| 62          | GT 2.0   | 55  | Centro Sicula         | Francesco di Caro Moon                       | Alpine Renault A110 1800     |   |
| 63          | GT 1.6   | 67  | Scuderia Ateneo       | Federico Accardi Giuseppe Saporito           | Alfa Romeo Giulia Sprint GTA |   |
| 64          | GT 1.6   | 77  | Sergio Rombolotti     | Sergio Rombolotti Rampino                    | Alpine Renault A110 1600     |   |
| 65          | GT 1.6   | 78  | Ruggero Premoli       | Ruggero Premoli Pietrino Tali                | Alfa Romeo Giulia Sprint GTA |   |
| 66          | T 2.0    | 109 | Scuderia Ateneo       | Salvatore Lo Jacono Livio Luna               | Alfa Romeo 2000 GTV          |   |
| 67          | S 1.6    | 14  | Marcello Gallo        | Marcello Gallo Maurizio Gellini              | Chevron B26                  |   |

### Nur in der Meldeliste
Hier finden sich Teams, Fahrer und Fahrzeuge, die ursprünglich für das Rennen gemeldet waren, aber aus den unterschiedlichsten Gründen daran nicht teilnahmen.
| Pos. | Klasse   | Nr. | Team                  | Fahrer                                   | Chassis                  |
| ---- | -------- | --- | --------------------- | ---------------------------------------- | ------------------------ |
| 68   | S 3.0    | 1   | Mauro Nesti           | Mauro Nesti Giorgio Pianta               | Chevron B36              |
| 69   | S 2.0    | 2   | Gabriele Gottifredi   | Gabriele Gottifredi Carlo Rebai          | Lola T290                |
| 70   | S 1.6    | 9   | Cefalù Corse          | Libero Marchiolo C. Vassallo             | Lola T290                |
| 71   | S 1.6    | 10  | Cefalù Corse          | Giuseppe Oieni G. Caci                   | Chevron B26              |
| 72   | S 1.6    | 18  | Francesco Attaguile   | Francesco Attaguile Angelo Bonaccorsi    | Chevron B26              |
| 73   | S 1.6    | 19  | Salvatore Smeriglio   | Salvatore Smeriglio A. Landi             | Osella PA3               |
| 74   | S 1.3    | 23  | Cavatorta Fratelli    | Luigi Cavatorta Massimo Cavatorta        | OMS                      |
| 75   | S 1.3    | 25  | Brescia Corse         | Bruno Rebai Gabriele                     | Abarth                   |
| 76   | S 1.3    | 25  | Brescia Corse         | Alfredo Trovato G. Biagianti             | Abarth-Osella PA3        |
| 77   | S 1.3    | 30  | Lloyd Centauro Italia | Goldphin Mario Batistiol                 | Cobra Pa-Ga              |
| 78   | S 1.0    | 31  | Girolama Gulotta      | Santangelo Girolama Gulotta              | Abarth                   |
| 79   | S 1.0    | 34  | Fabio Siliprandi      | Fabio Siliprandi Scanabissi              | Dallara 1000             |
| 80   | S 2.0    | 34  | Brescia Corse         | Mario Radicella Nanni Galli              | Porsche 934              |
| 81   | S 2.0    | 40  | Giada Auto            | Ferruccio Caliceti Amilcare Ballestrieri | Alpine Renault A110      |
| 82   | S 2.0    | 40  | Scuderia Nissena      | Aldo Pastorello Ferdinando Pastorello    | Porsche 911 Carrera RSR  |
| 83   | GT 3.0   | 51  | Scuderia Ateneo       | Giuseppe Virgilio Giuseppe Marotta       | Porsche 911 Carrera RS   |
| 84   | GT 2.5   | 54  | Felice Besenzoni      | Felice Besenzoni Luciano Dal Ben         | Lancia Stratos           |
| 85   | GT 2.0   | 56  | Scuderia Ateneo       | Salvatore Consolo Gordon                 | Fiat 124 Abarth Rally    |
| 86   | GT 2.0   | 61  | Francesco Tramontana  | Francesco Tramontana Angelo Siino        | Fiat 124 Abarth Rally    |
| 87   | GT 1.6   | 63  | Cefalù Corse          | C. Bellanca F. Flicicchia                | Lancia Fulvia HF 1600    |
| 88   | GT 1.6   | 64  | Cefalù Corse          | Giuseppe Cavallaro Francesco Tramontana  | Lancia Fulvia HF 1600    |
| 89   | GT 1.6   | 65  | Dario Cantone         | Dario Cantone Oriad                      | Alfa Romeo Giulia GTA    |
| 90   | GT 1.6   | 68  | Scuderia Ateneo       | F. Evola Salvatore Sutera                | Lancia Fulvia HF 1600    |
| 91   | GT 1.6   | 72  | Scuderia Etna         | S. Famoso Mario D’Amico                  | Alfa Romeo Giulia GTA    |
| 92   | GT 1.6   | 72  | Giorgio Arena         | Giorgio Arena Luigi Casarotto            | Lancia Fulvia HF 1600    |
| 93   | GT 1.3   | 81  | Gioacchino Cangemi    | Gioacchino Cangemi Sidoti                | Alpine Renault A110 1300 |
| 94   | GT 1.3   | 85  | Scuderia Ateneo       | C. Morreale G. Bruno                     | Lancia Fulvia HF 1300    |
| 95   | GT 1.3   | 86  | Scuderia Ateneo       | A. Mazzola Giuseppe D’Amico              | Lancia Fulvia HF 1300    |
| 96   | GT 1.3   | 95  | Lloyd Centauro Italia | G. Bozzanca A. Gulisano                  | Fiat X1/9                |
| 97   | GT 1.3   | 96  | Scuderia Etna         | Nermark R. Tregua                        | Lancia Fulvia HF 1300    |
| 98   | GT 2.0   | 99  | Lloyd Centauro Italia | Sandokan Jimmy                           | Opel Commodore           |
| 99   | GT 2.0   | 100 | Lloyd Centauro Italia | Maria Albanese Lino Cavallari            | Alfa Romeo 2000 GTV      |
| 100  | GT + 2.0 | 100 | Cefalù Corse          | Girolamo Giorlando Pasquale Fortuna      | Alfa Romeo 2000 GTV      |
| 101  | GT + 2.0 | 104 | Sebastiano Gangi      | Sebastiano Gangi S. Correra              | Alfa Romeo 2000 GTV      |
| 102  | GT + 2.0 | 104 | Sebastiano Gangi      | Sebastiano Gangi S. Correra              | Alfa Romeo 2000 GTV      |
| 103  | GT + 2.0 | 108 | Scuderia Ateneo       | F. Avara R. Briguglia                    | Alfa Romeo 2000 GTV      |
| 104  | GT + 2.0 | 109 | Scuderia Ateneo       | Giuseppe Lo Jacono Livio Luna            | Alfa Romeo 2000 GTV      |
| 105  | GT + 2.0 | 110 | Scuderia Ateneo       | V. Parrino Giuseppe Miceli               | Opel Ascona              |
| 106  | GT + 2.0 | 112 | Scuderia Ateneo       | Sergio Montalto S. Caprarotta            | Alfa Romeo 2000 GTV      |
| 107  | T 2.0    | 116 | Scuderia Ateneo       | Alberto Piraino Lucio di Monaco          | BMW 2002 TI              |

### Klassensieger
| Klasse   | Fahrer              | Fahrer                  | Fahrzeug                 | Platzierung im Gesamtklassement |
| -------- | ------------------- | ----------------------- | ------------------------ | ------------------------------- |
| S 2.0    | Armando Foridia     | Eugenio Renna           | Osella PA4               | Gesamtsieg                      |
| S 1.6    | Giuseppe Spatafora  | Paolo Gravina           | Chevron B26              | Rang 14                         |
| S 1.3    | Vincenzo Mascari    | Giovanni La Mantia      | AMS                      | Rang 13                         |
| S 1.0    | Vittorio Sorce      | Ugo Gerbino             | Fiat Abarth 1000 OTS     | Rang 21                         |
| GT + 2.0 | Gianfranco Ricci    | Carlo Facetti           | Lancia Stratos           | Rang 2                          |
| GT 2.0   | Nicola Franco       | Francesco Pennisi       | Fiat 124 Abarth Rally    | Rang 22                         |
| GT 1.6   | Flash               | Carlo Barbagallo        | Alpine Renault A110 1600 | Rang 10                         |
| GT 1.3   | Alessandro Federico | Francesco Paolo Petrolà | Lancia Fulvia HF 1300    | Rang 15                         |
| T + 2.0  | Angelo Bonaccorsi   | Enrico Grimaldi         | Opel Commodore           | Rang 17                         |
| T 2.0    | Pietro Donato       | Vincenzo Donato         | Alfa Romeo 2000 GTV      | Rang 5                          |

### Renndaten
- Gemeldet: 107
- Gestartet: 67
- Gewertet: 53
- Rennklassen: 10
- Zuschauer: unbekannt
- Wetter am Renntag: warm und trocken
- Streckenlänge: 72,000 km
- Fahrzeit des Siegerteams: 5:48:46,400 Stunden
- Gesamtrunden des Siegerteams: 8
- Gesamtdistanz des Siegerteams: 576,000 km
- Siegerschnitt: 99,090 km/h
- Pole Position: unbekannt
- Schnellste Rennrunde: Eugenio Renna – Osella PA4 (#8) – 37:24,600 = 115,477 km/h
- Rennserie: 3. Lauf zur Italienischen Gruppe-6-Meisterschaft 1976
- Rennserie: 1. Lauf zur Italienischen Gruppe-4-Meisterschaft 1976